# Hasuda
Hasuda (japonês: 蓮田市 -shi) é uma cidade japonesa localizada na província de Saitama.
Em 2003 a cidade tinha uma população estimada em 64 325 habitantes e uma densidade populacional de 2 358,82 h/km². Tem uma área total de 27,27 km².
Recebeu o estatuto de cidade a 1 de Outubro de 1972.